# Turning the Tables (film, 1903)
Turning the Tables je americký němý film z roku 1903. Režisérem je Edwin S. Porter (1870–1941). Film, který trvá zhruba jednu minutu, se natáčel v létě 1903 ve Wilmingtonu a premiéru měl 1. září 1903.
Film má podobný děj jako snímek East Side Urchins Bathing in a Fountain.

## Děj
Film zachycuje skupinu dětí, jak se koupe v jezírku, u kterého je cedule s nápisem „KOUPÁNÍ NEPOVOLENO“. Na místo přispěchá policista, který kluky pod výhrůžkami vyžene na souš. Chlapci si to nenechají líbit a shodí ho do vody. Strážník je rozhodnut je pronásledovat, ale chlapci mu hned po pobrání oblečení utečou.